# Pinilla de los Moros
Pinilla de los Moros est une commune d'Espagne dans la communauté autonome de Castille-et-León, province de Burgos. Elle s'étend sur 11,013 km2 et comptait environ 48 habitants en 2011.